# Галло-итальянские языки

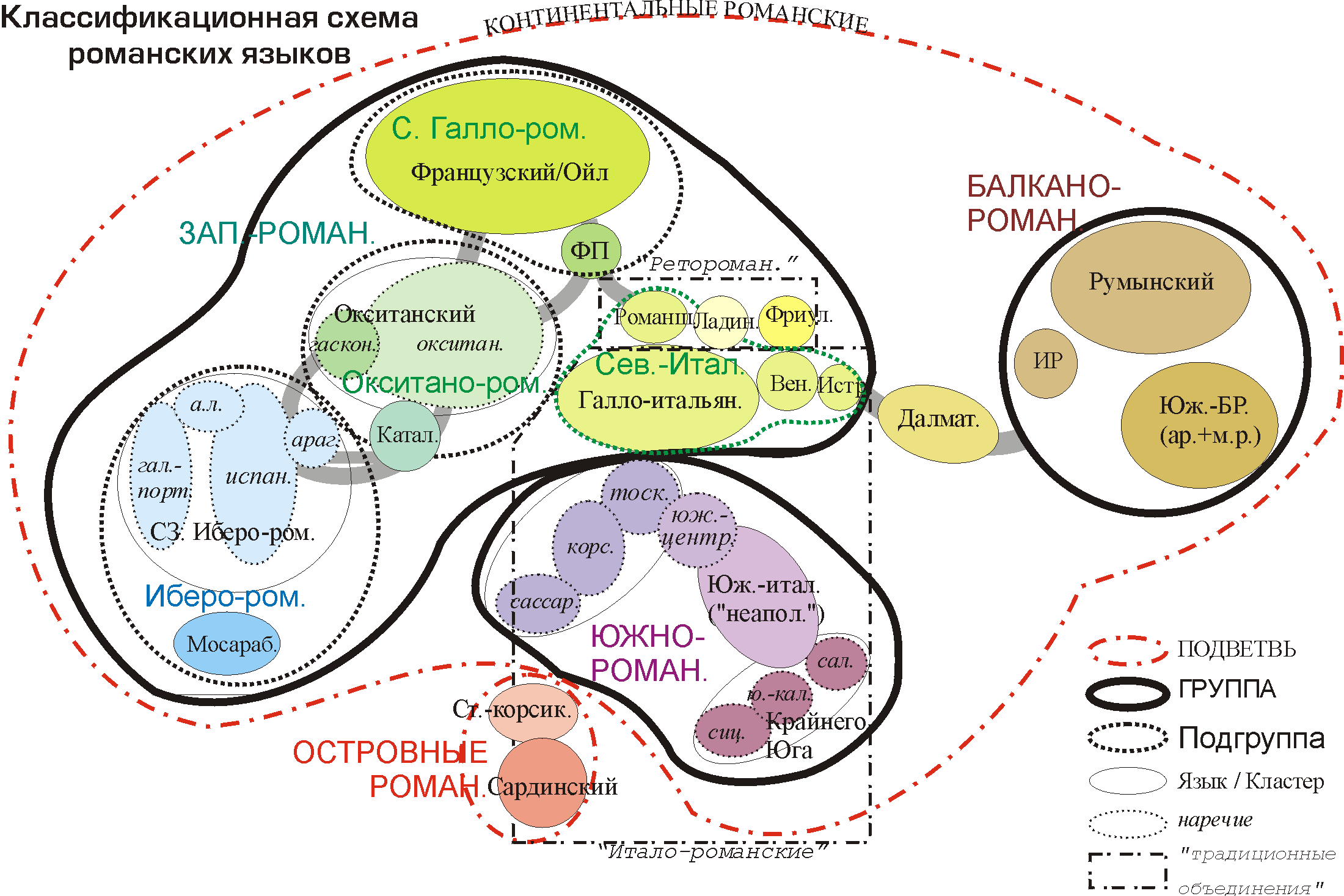
Галло-итальянские языки в классификационной схеме романских языков

Галло-италья́нские языки́ (также галло-италийские языки, галло-итальянские диалекты, галло-италийские диалекты; итал. lingue gallo-italiche) — близкородственные языки или диалекты (итальянского языка), выделяемые в составе северноитальянской подгруппы языков.
Галло-итальянские языки являются продолжением галльской латыни Апеннинского полуострова, развившейся в основном на кельтском субстрате. На их формирование повлияли германские языки — остготский и лангобардский. Для галло-итальянских языков характерен ряд общих черт с галло-романскими языками.
Между галло-итальянскими языками отсутствуют чёткие границы, их разделяют полосы переходных говоров, в разной степени сочетающих особенности двух, трёх или даже четырёх соседних языков.

## Классификация
В число галло-итальянских языков включают лигурский, ломбардский, пьемонтский и эмилиано-романьольский языки:
- лигурский:
  - интемельский (включая монегаскский, ментонский[итал.]);
  - западнолигурский;
  - генуэзский;
  - чинкветеррский;
  - табаркинский[итал.];
  - диалект Бонифачо[итал.];
- ломбардский:
  - западноломбардский:
    - миланский;
    - альпийский ломбардский;

  - восточноломбардский;
- пьемонтский:
  - туринский;
  - канавезе[итал.];
  - бьеллезе[итал.];
  - лангаролло;
  - монферрино;
  - верхнепьемонтский;
- эмилиано-романьольский:
  - эмилианский[итал.]:
    - западноэмилианский;
    - восточноэмилианский;

  - романьольский.
- галло-итальянские диалекты Сицилии[итал.];
- галло-итальянские диалекты Базиликаты[итал.].

## Ареал

Ареалы галло-итальянских языков на карте языков Италии

Помимо областей на севере Италии часть ареалов галло-итальянских языков географически находится в соседних странах: это южные районы кантонов Тичино и Граубюнден в Швейцарии (ломбардский язык), говор Ментоны во Франции и монегаскский говор в Монако, говор города Бонифачо на Корсике, островов Сан-Пьетро и Сан-Антиокко у берегов Сардинии (лигурский язык), говор Сан-Марино (эмилиано-романьольский язык), говоры северо-востока Сицилии, некоторых районов Лукании и Кампании (сочетание пьемонтских, лигурских и ломбардских черт).

## Социолингвистическая ситуация
Для галло-итальянских языков характерны развитие литературных форм, длительная и устойчивая литературно-письменная традиция. В Пьемонте письменность развивалась на основе койне Турина, в Ломбардии — на основе койне Милана, в Лигурии — на основе койне Генуи и т. д. Галло-итальянские языки изучаются в школах на факультативах, на них издаются журналы, транслируются радио- и телепередачи. С 1980 года местный говор введён как обязательный предмет обучения в школах Монако, на нём ведутся службы в церкви.